# Guyvalvoria francaisi
Guyvalvoria francaisi Vayssière, 1906 è un mollusco nudibranco appartenente alla famiglia Eubranchidae.